# Política da França
Em termos políticos, a República Francesa é uma república democrática semipresidencialista regulamentada pela Constituição da Quinta República Francesa. A nação se autodeclara uma "República indivisível, laica, democrática e social" que preza pela separação de poderes e busca sustentar em seu território o legado dos Direitos humanos e os princípios de soberania nacional de acordo com o defendido anteriormente pela Declaração dos Direitos do Homem e do Cidadão.
O sistema político francês consiste em um poder executivo, um poder legislativo e um poder judiciário. O poder executivo é liderado pelo Presidente da República e pelo Governo que, por sua vez, é constituído pelo Primeiro-Ministro e seus ministros. O Primeiro-ministro é nomeado pelo Presidente, sendo responsável perante o Parlamento da França e incumbido de formar um governo. Governo este que - incluindo o próprio primeiro-ministro - pode eventualmente ser revogado pela Assembleia Nacional Francesa, a câmara baixa do parlamento, por meio de uma "moção de censura"; tal sistema assegura que o  governo encabeçado pelo primeiro-ministro seja sempre apoiado pela maioria da câmara baixa.
O Parlamento é formado pela Assembleia Nacional Francesa e pelo Senado da França e tem a incumbência de votar novos estatutos e leis e aprovar o plano orçamentário nacional. Os parlamentares regulamentam a ação do poder executivo por meio de comissões de inquérito regulares. A constitucionalidade destes estatutos é verificada pelo Conselho Constitucional, cujos membros são nomeados pelo Presidente da República, pelo Presidente da Assembleia Nacional e pelo Presidente do Senado.
O judiciário independente é baseado no sistema de direito civil que evoluiu do sistema de leis que formaram o Código Napoleônico no século XIX. O sistema judiciário francês é dividido em poder judicial (lidando com direito civil e direito penal) e o ramo administrativo (lidando com recursos sobre operações executivas), cada um com seu próprio tribunal de apelação independente: o Tribunal de Cassação para os tribunais judiciais e o Conselho de Estado (Conseil d'Etat) para os tribunais administrativos. O governo francês engloba vários órgãos e agências independentes que verificam eventuais abusos de poder.
Embora a França seja um Estado unitário, suas subdivisões administrativas – regiões, departamentos e comunas – possuem várias funções legais, e o governo nacional está proibido de interferir em suas operações normais. A França é membro-fundador da Comunidade Europeia do Carvão e do Aço, que evoluiu posteriormente para a presente União Europeia. Como tal, a França transferiu parte de sua soberania para instituições europeias, conforme previsto em sua constituição. O governo francês, portanto, deve respeitar os tratados, diretivas e regulamentos europeus.

## Poder legislativo

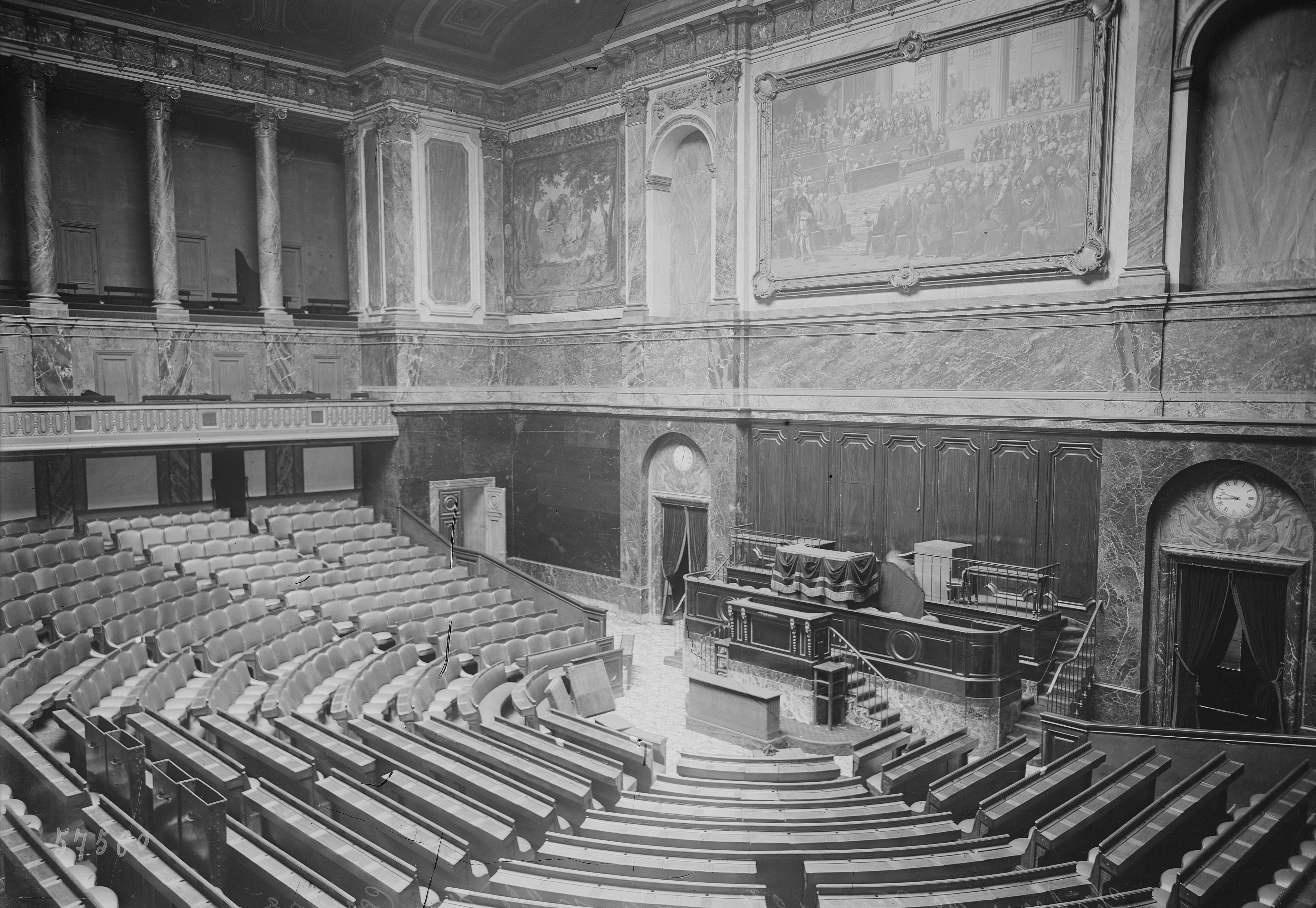
A Salle du Congrès do Palácio de Versalhes, onde ocorre à união periódica das duas câmaras do Parlamento, formando o Congresso Francês, com o objetivo de se fazer revisões na Constituição e sessões com o Presidente do país.

O Parlamento francês é o mais alto órgão legislativo do país e segue o sistema bicameral, ou seja, possui duas câmaras independentes. Estas são o Senado da França (câmara alta), composto por 348 senadores eleitos indiretamente; e a Assembleia Nacional (câmara baixa), composta por 577 deputados eleitos pelo sistema a duas voltas; sendo a Assembleia Nacional o órgão mais preeminente no funcionamento de ambas as casas.
O Parlamento é convocado por uma sessão de nove meses a cada ano: em circunstâncias especiais, o Presidente pode convocar uma sessão adicional. Embora os poderes parlamentares tenham diminuído em relação aos existentes na Quarta República Francesa, a Assembleia Nacional ainda pode influenciar a dissolução de um governo se a maioria absoluta do total de membros desta casa votar pela moção de censura. Isto ocorreu unicamente em 1962, quando a maioria parlamentar daquela legislatura votou uma moção de censura contra o governo de George Pompidou.

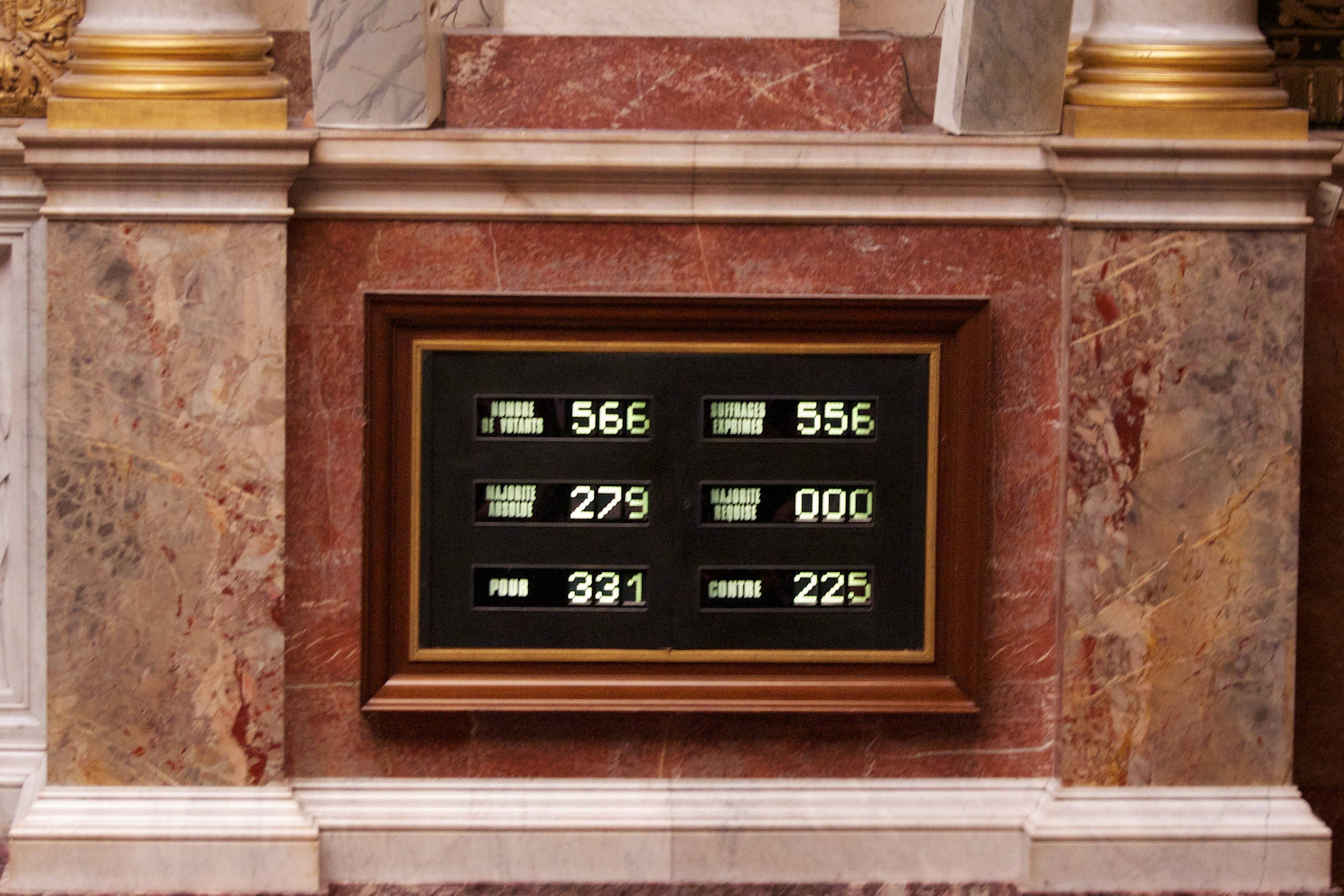
Painel de votação no plenário da Assembleia Nacional Francesa durante a votação da da lei de casamento entre pessoas do mesmo sexo, em 2013.

O governo tem uma forte influência na definição da agenda do Parlamento. O governo também pode vincular seu mandato a um texto legislativo que proponha e, a menos que uma moção de censura seja apresentada (dentro de 24 horas após a proposta) e aprovada (dentro de 48 horas após a apresentação - portanto, os procedimentos completos duram no máximo 72 horas), o texto é considerado aprovado sem votação.
Os membros do Parlamento gozam de imunidade parlamentar. Ambas as assembleias possuem comitês que elaboram relatórios sobre uma variedade de temas centrais. Caso necessário, podem constituir comissões parlamentares de inquérito com amplo poder de investigação.
O Congresso Francês ou Congrès du Parlement Français é a denominação dada à união periódica das duas câmaras do Parlamento, que ocorre sempre no Palácio de Versalhes - outrora reduto da nobreza francesa. Estas reuniões ocorrem visando revisões na Constituição e sessões com o Presidente do país, tendo como modelo o Estado da União (nos Estados Unidos) e do Discurso do trono (em monarquias parlamentaristas). Durante as Terceira e Quarta Repúblicas, as câmaras reuniam em Congresso para eleger o Presidente, como na eleição de René Coty em 1953.

### Assembleia Nacional Francesa

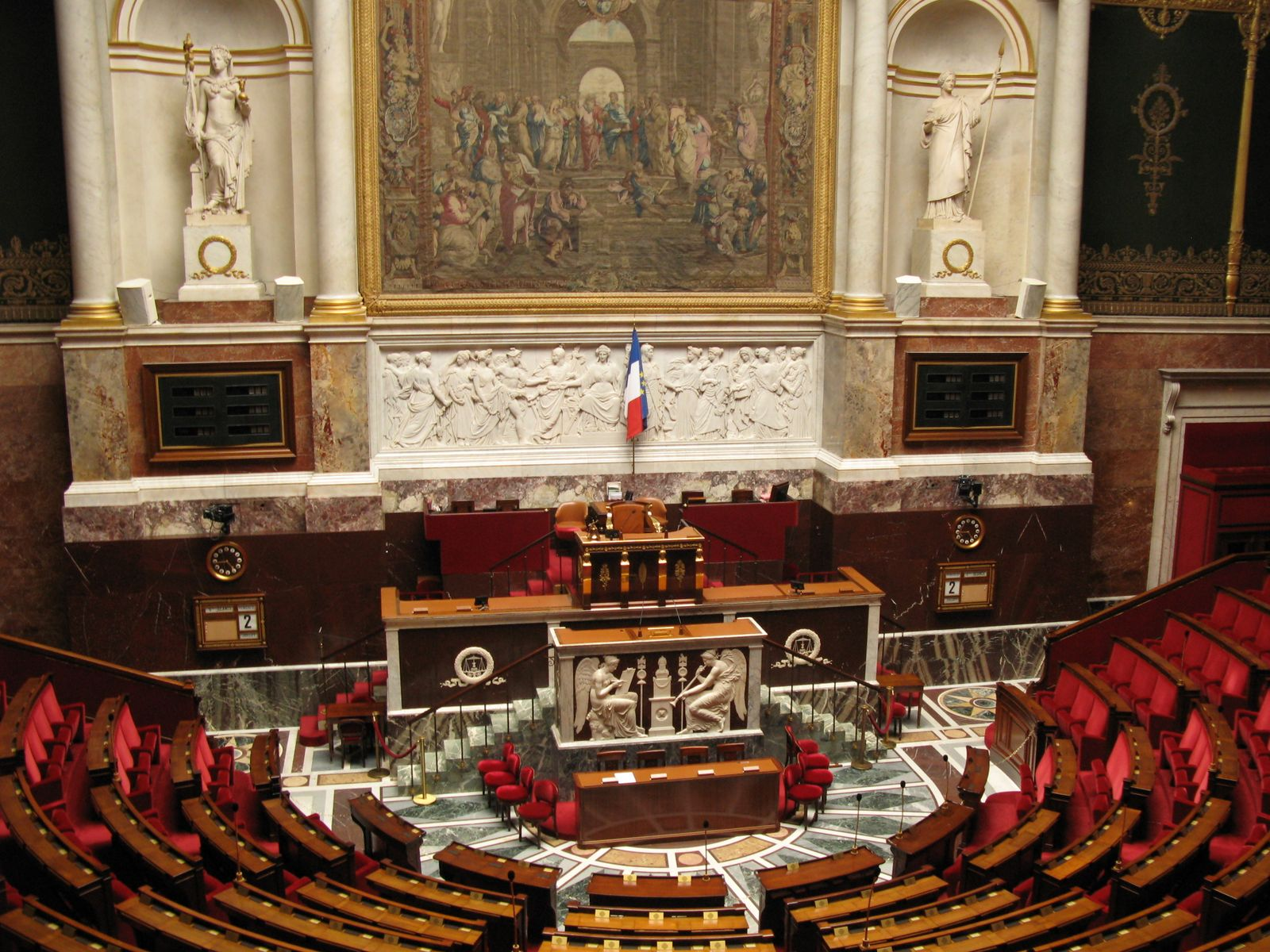
O Hemicycle, plenário da Assembleia Nacional, no Palais Bourbon.

A Assembleia Nacional é o principal órgão legislativo. Seus 577 deputados são eleitos diretamente para mandatos de cinco anos em votos de maioria local, e todos os assentos disponíveis da casa são votados em cada eleição.
A Assembleia Nacional pode levar à dissolução do Governo votando uma moção de censura. Por esta razão, o primeiro-ministro e seu governo são necessariamente do partido ou coalizão dominante na assembleia. O caso de um Presidente e Assembleia Nacional de partidos opostos leva à uma situação delicada conhecida como "coabitação" (cohabitation). Embora moções de censura sejam periodicamente propostas pela oposição após ações do governo que ela considera altamente inadequadas, elas são puramente retóricas; a disciplina partidária garante que, ao longo de uma legislatura, o governo nunca seja derrubado forçadamente pela Assembleia.

### Senado da França

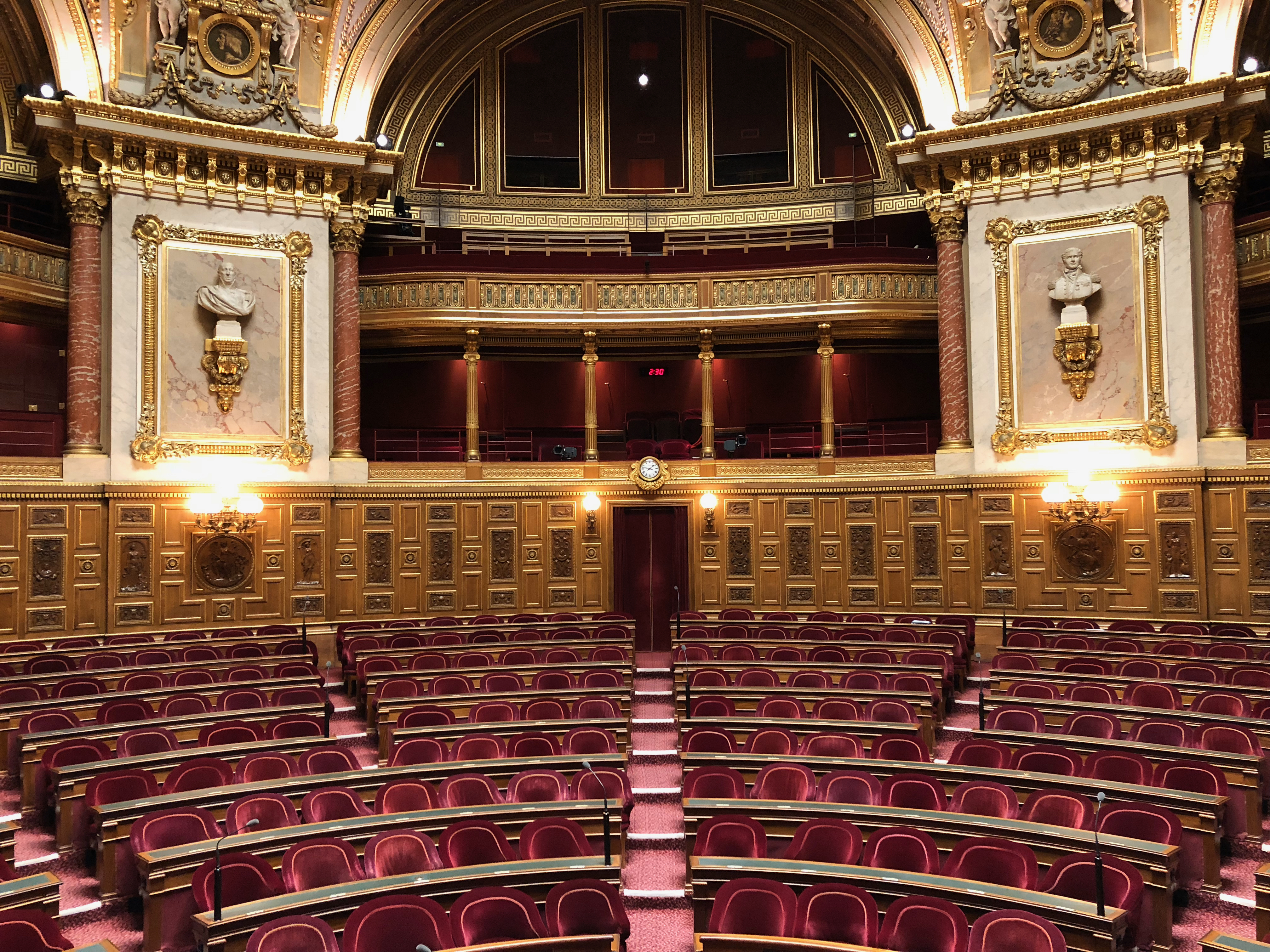
O plenário do Senado francês, no Palácio do Luxemburgo.

Os senadores franceses são escolhidos por um colégio eleitoral de cerca de 165.000 eleitos locais para mandatos de seis anos, sendo metade do Senado renovada a cada três anos. Antes da lei de 30 de julho de 2004, os senadores eram eleitos por nove anos, renovados por terços a cada três anos. Existem atualmente 348 senadores: 326 representam os departamentos metropolitanos e ultramarinos, 10 as outras dependências e 12 os cidadãos franceses residentes no exterior.
Os poderes legislativos do Senado são limitados; na maioria das questões legislativas, a Assembleia Nacional possui a precedência em caso de desacordo entre as duas casas.
Desde o início da Quinta República, o Senado quase sempre teve maioria de direita. Isso se deve principalmente à sobre-representação de pequenas aldeias em comparação aos grandes centros urbanos. O sistema indireto de eleição levou o socialista Lionel Jospin, que era o primeiro-ministro na época, a declarar o Senado uma "anomalia".

## Poder Executivo

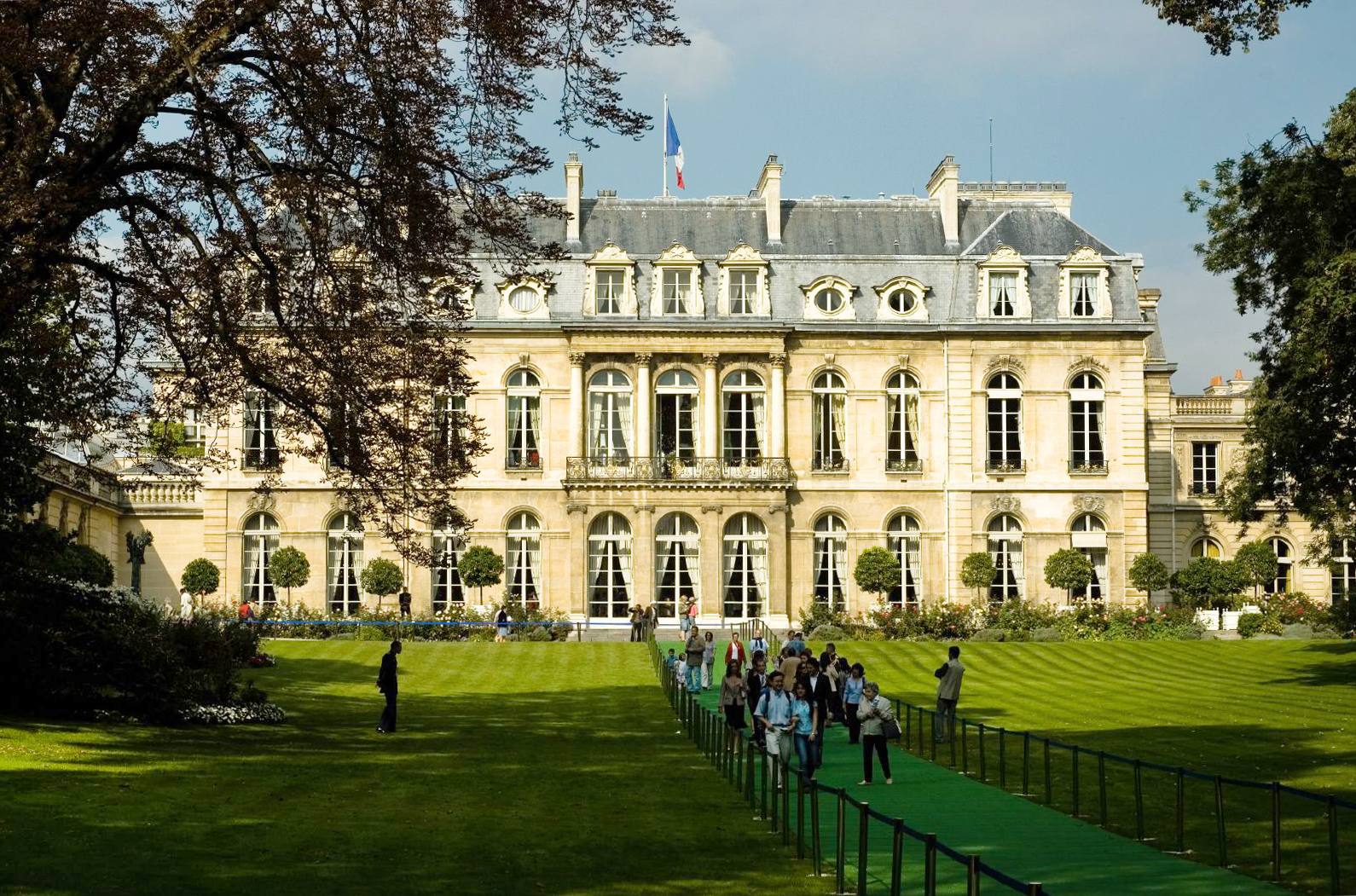
Palácio do Eliseu, sede do executivo.

### Presidência da República
O presidente de França é o chefe de estado do país, é eleito para um mandato de 5 anos com possibilidade de uma reeleição. Desde que a eleição do presidente começou a ser realizada por sufrágio universal direto em 1962, a presidência passou a ser a função política de maior prestígio e maior respeito na França. O presidente é o Chefe de Estado, Comandante-em-chefe das forças armadas, Copríncipe de Andorra, Grão-mestre da Ordem da Legião de Honra e Proto-Cónego da Basílica de São João de Latrão, como garante a Constituição da Quinta República Francesa.
Suas funções, atribuições e modos de nomeação mudaram significativamente ao longo do tempo, dependendo das circunstâncias e dos homens que preencheram esse cargo. Até a instauração da Quinta República, em vigor desde desde 1958, seu poder nunca havia sido tão importante. O cargo é ocupado por Emmanuel Macron, do partido Renascimento, desde 14 de maio de 2017.

### Governo
Antes da constituição da Quinta República Francesa (1958), não havia a posição oficial denominada primeiro-ministro no governo francês, mas sim o título semioficial de Presidente do Conselho de Ministros (Président du Conseil de Ministres), e conhecido extra-oficialmente como Primeiro-Ministro (premier ministre). Mesmo este não era uma realidade política, já que é o Presidente da França que realmente preside o conselho de ministros.
Cabe ao Primeiro-Ministro dirigir a ação governamental - decidida pelo presidente da República, em suas grandes linhas. O primeiro-ministro é teoricamente o chefe de governo mas, de fato, o presidente da República é quem desempenha este papel, enquanto o Primeiro-Ministro aplica a política de Chefe de Estado.
Normalmente o Primeiro-Ministro é escolhido porque lidera a corrente política mais poderosa, dentro da maioria parlamentar da Assembleia Nacional Francesa. Mas o presidente da República pode nomear uma personalidade que não seja nem deputado, nem senador. Foi o caso de Georges Pompidou ou de Raymond Barre ou, mais recentemente, de Dominique de Villepin.

## Poder Judiciário

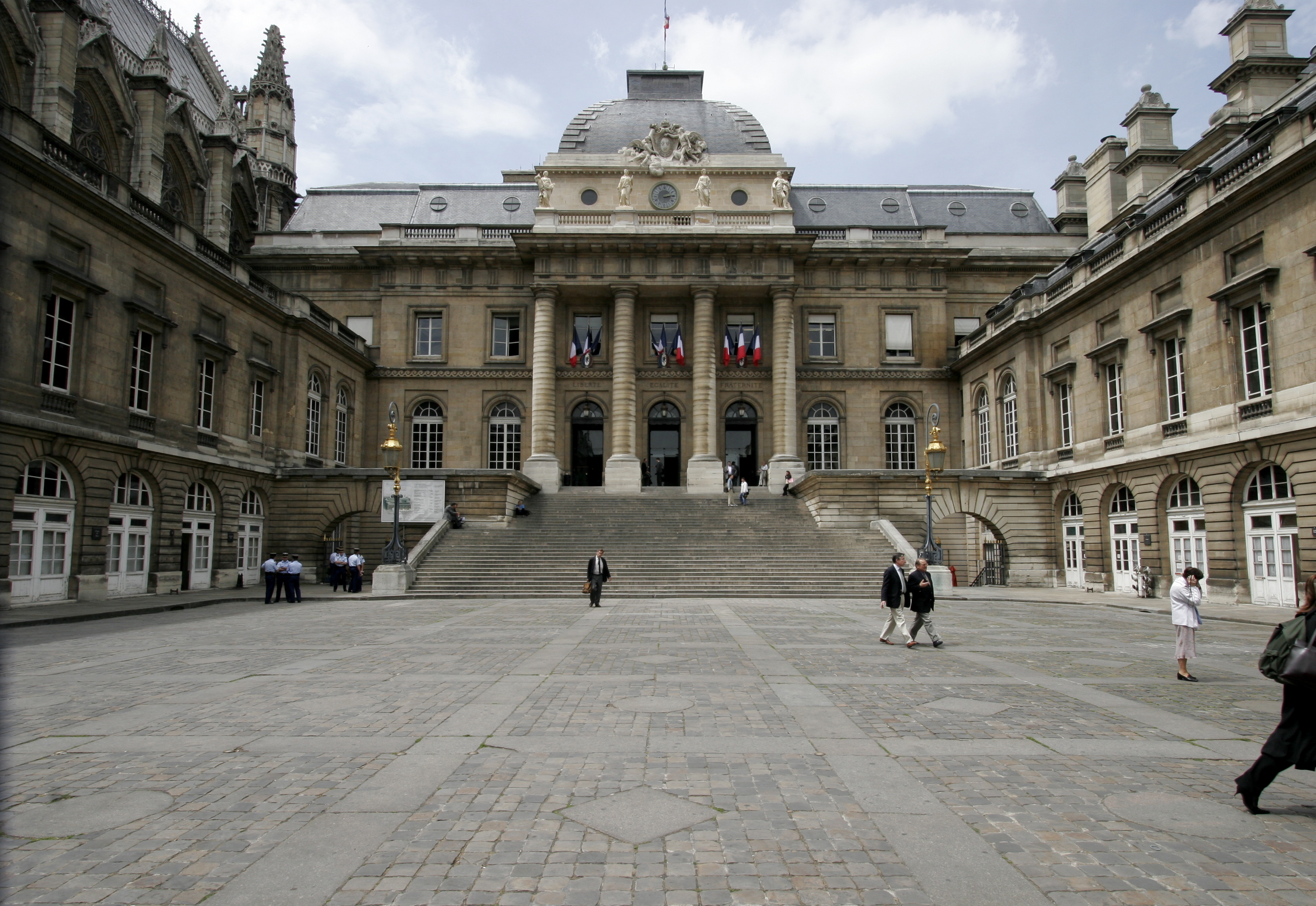
Palácio da Justiça, sede da Corte de Cassação.

O fluxo judicial dos tribunais julga casos civis e criminais. A corte judicial é composta por tribunais inferiores, tribunais de apelação intermediários e a Corte de Cassação francesa, a suprema corte.
O Conselho Constitucional (Conseil Constitutionnel, em francês) é a mais alta autoridade constitucional da França e tem como função fiscalizar a aplicação da Constituição. Foi estabelecido oficialmente em 4 de outubro de 1958 pela Constituição da Quinta República. Baseia-se também na Declaração dos Direitos do Homem e do Cidadão.

## Estrutura

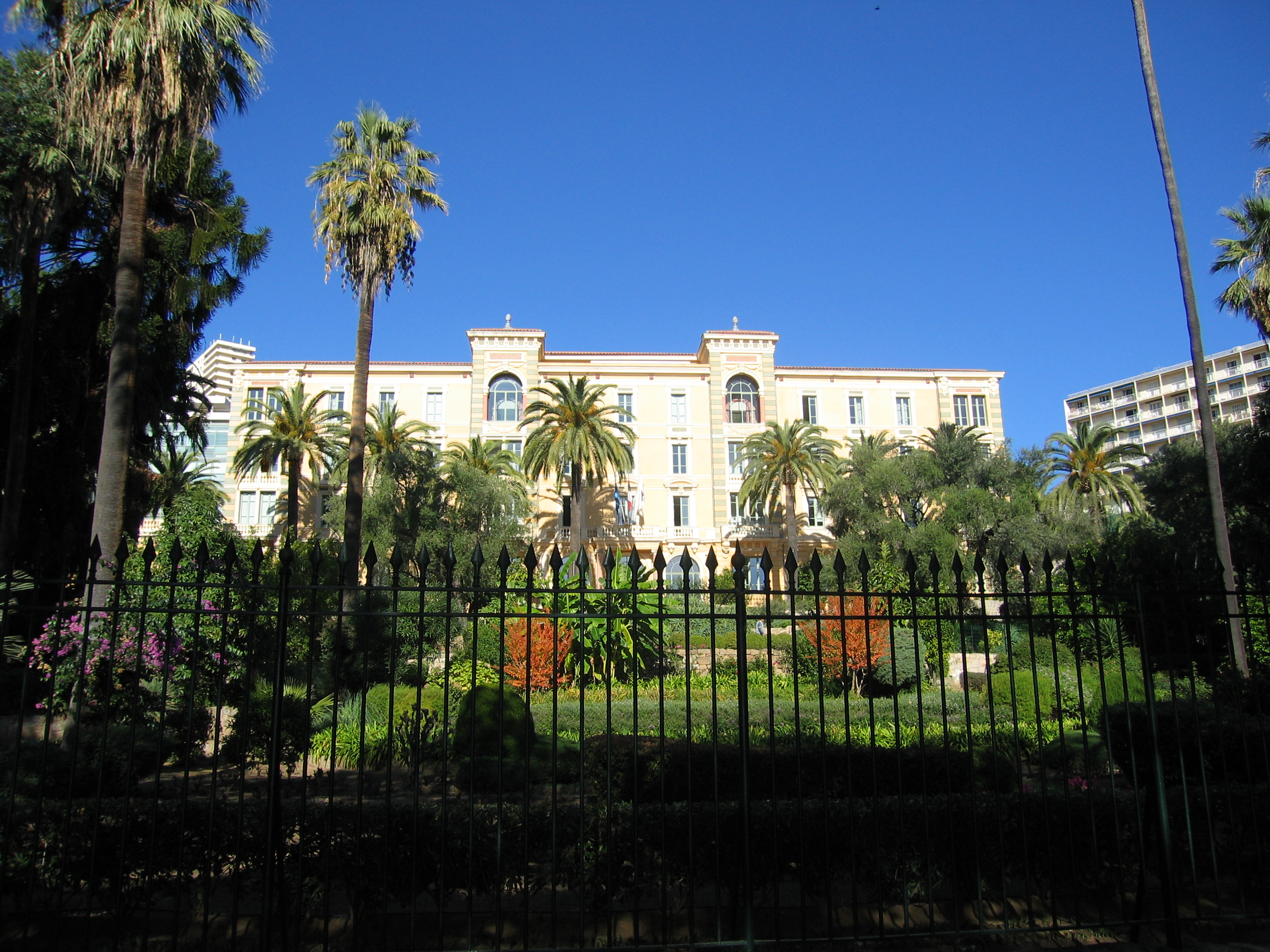
Assembleia da Região da Córsega.

Os governos são formados pelos conselhos regionais, cujo órgão legislativo são as Assembleias Regionais e o executivo é chamado de Presidente do Conselho Regional. Num nível hierárquico imediatamente inferior, existem os departamentos, cujo poder legislativo é formado pelos Conselhos Gerais. Seguidamente existem as comunas, que são o nível local de administração.